# Иван Тодоров (генерал)
Вижте пояснителната страница за други личности с името Иван Тодоров.
Иван Тодоров Иванов е български офицер, генерал-майор от пехотата, участник в Балканската (1912 – 1913) и Междусъюзническата война (1913), началник-щаб на 2-ра бригада от 2-ра пехотна тракийска дивизия и началник на секция в Щаба на действащата армия през Първата световна война (1915 – 1918).

## Биография
Иван Тодоров е роден на 27 юли 1886 г. в Търново, Княжество България. През 1906 г. завършва в 26-и випуск на Военното на Негово Княжеско Височество училище и на 19 септември е произведен в чин подпоручик. На 22 септември 1909 г. е произведен в чин поручик.
Взема участие в Балканската (1912 – 1913) и Междусъюзническата война (1913), като след края им на 5 август 1913 г. е произведен в чин капитан.
През Първата световна война (1915 – 1918) капитан Иван Тодоров първоначално служи като началник-щаб на 2-ра бригада от 2-ра пехотна тракийска дивизия, за която служба съгласно заповед № 355 от 1921 г. е награден с Военен орден „За храброст“ IV степен, 1 клас. На 30 май 1917 г. е произведен в чин майор. През третия период на войната е началник на секция в Щаба на действащата армия, за която служба съгласно заповед № 464 от 1921 г. е награден с Народен орден „За военна заслуга“ IV степен с военно отличие.
В периода от 4 септември 1924 до 3 юни 1925 г. подполковник Тодоров командва Тринадесети пехотен рилски полк. На 6 май 1926 г. е произведен в чин полковник, а през 1929 г. със заповед № 173 по Министерството на войната (МВ) е назначен началник на пехотния отдел в Школата за ротни, батарейни и ескадронни командири (ШРБЕК). През 1930 г. със заповед № 65 по МВ е назначен за началник на Военната академия, през 1934 г. съгласно заповед № 105 по МВ е назначен за командващ на 3-та пехотна балканска дивизия, а по-късно същата година със заповед № 106 е назначен за командващ на 5-а пехотна дунавска дивизия. В началото на 1935 г. е произведен в чин генерал-майор и на 10 февруари приема дивизията си.
През 1935 г. със заповед № 70 по МВ е назначен за началник на 2-ра военноинспекционна област, а по-късно същата година със заповед № 357 по МВ е назначен за офицер за поръчки в кабинета на министъра на войната, а с царска заповед №51 през 1936 г. е уволнен от служба.
В ранната си военна кариера служи в Дисциплинарната рота и във Военното училище.
Слез 1944 г. е репресиран. С френска дипломатическа помощ заминава със сина си във Франция, откъдето емигрира в САЩ. Умира през 1964 г. 

## Семейство
Ген.-майор Иван Тодоров е женен и има син Тодор. Първи братовчед на регента ген.-лейт. Никола Михов и на ген.-майор Никола Недев. Братът на ген. Тодоров – Димитър Тодоров Иванов, е член на Конституционния съд на Царство България. 

## Военни звания
- Подпоручик (19 септември 1906)
- Поручик (22 септември 1909)
- Капитан (5 август 1913)
- Майор (30 май 1917)
- Подполковник (5 април 1902)
- Полковник (6 май 1926)
- Генерал-майор (1935)

## Награди
- Военен орден „За храброст“ IV степен, 1 клас (1921)
- Народен орден „За военна заслуга“ IV степен с военно отличие (1921)

## Образование
- Военно на Негово Княжеско Височество училище (до 1906)